# Глагол (издательство)
«Глагол» — российское книжное издательство, основанное в 1990 году Александром Шаталовым и Сергеем Надеевым. Ориентировалось на выпуск провокативной в тематическом отношении литературы, противостоящей культурному мейнстриму и принадлежащей к различным жанрам художественной и, реже, документальной прозы, а также к поэзии.

## История
Издательство было зарегистрировано в 1990 как «литературно-художественный журнал», что и было указано на первых выпусках «Глагола».
Частная книгоиздательская деятельность в это время в СССР ещё была запрещена. Это стало причиной того, что у выпусков «Глагола» появилась сквозная нумерация книг, ставшая впоследствии одной из отличительных особенностей этого издательства. По содержанию же каждый выпуск представлял собой один текст.
«Временное положение об издательской деятельности в РСФСР» было утвержено постановлением Совета Министров РСФСР от 17 апреля 1991 г. № 211. Только с этого момента смогли официально существовать частные издательства.
Первой книгой «Глагола» стал выпуск в СССР романа Эдуарда Лимонова «Это я — Эдичка». Книга вышла тремя тиражами и вызвала большой резонанс. Впервые в отечественной практике был официально издан роман с использованием ненормативной лексики. На книге было указано, что она «не рекомендуется для чтения лицам, не достигшим совершеннолетия», что также стало новым в издательском деле. Ранее роман Э. Лимонова ходил только в самиздате. Следом были выпущены и некоторые другие романы Лимонова.
Позднее издательство впервые на русском языке выпустило целый ряд книг, которые не могли публиковаться в СССР по цензурным соображениям. Среди них «Комната Джованни» Джеймса Болдуина, «Голый завтрак» Уильяма Берроуза, рассказы и романы Чарльза Буковски, «Последний поворот на Буклин» Хьюберта Селби. Также важным стало издание собрания сочинений писателя Евг. Харитонова, чьи тексты до того были известны лишь по самиздату. Эти книги неоднократно представлялись на международных книжных ярмарках во Франкфурте-на-Майне.. Издательство было одним из учредителей ярмарки Non/fiction — ежегодной ярмарки интеллектуальной литературы (International Fair for Hiqh-quality fiction and non-fiction).

## Издательская политика
Книги, выпускаемые «Глаголом», почти всегда являлись первоизданиями. Их «провокативность» выражалась прежде всего в затрагивании авторами тем, которые по цензурным соображениям ранее были не возможны для публикации. Диапазон их был достаточно широк. Это и книги Лимонова, в которых присутствовала ненормативная лексика, и роман «Комната Джованни» Джеймса Болдуина, рассказывающий о любви двух юношей, и «Голый завтрак» Уильяма Берроуза, описывающий галлюцинации наркомана. При этом «Глагол» ориентировался не только на тематику книг, но и на качество издаваемых текстов, которые чаще всего относились к классике западной литературы XX века. Переводчик и американист Алексей Зверев отмечал: «Наконец-то напечатанный перевод покойного Г. Шмакова всего года полтора курсировал в самиздате. „Глагол“, первым решившийся представить русской публике прозу Э. Лимонова, верен себе, сокрушая последнее табу, оставшееся от советского периода. Покончить с этим табу необходимо, поскольку в искусстве нет запретных тем». Эту позицию ценили и другие литераторы: «Издательство „Глагол“ в последние два-три года всласть побаловало читателя экзотической литературой: книгами Эдуарда Лимонова и весьма откровенными романами его жены Натальи Медведевой, двухтомником Евгения  Харитонова, наконец, именно здесь вышли два скандальных американских романа — „Комната Джованни“ Джеймса Болдуина и „Голый завтрак“ Уильяма Берроуза»[уточнить]. Рискованность и одновременно продуманность издательской политики «Глагола», ориентированной на «прихотливый читательский вкус», отмечали обозреватели «Книжного обозрения» и «Московских новостей». Одним из наиболее существенных изданий «Глагола» стал выпуск собрания сочинений Евгения Харитонова. Выявление, подбор и комментирование текстов писателя позволили открыть важное имя русской литературы конца XX века. Немецкий журнал Forum Homosexualität und Literatur (№ 23, 1995) писал, что, опубликовав в первой половине 1990-х книги Джеймса Болдуина, Уильяма Берроуза, Евгения Харитонова и других авторов, «издательство „Глагол“ сделало очень много для сексуального освобождения современной России».

## Литературное агентство
При издательстве действовало литературное агентство, которым руководил писатель Виктор Левашов.

## Прекращение деятельности
Издательство прекратило активную деятельность в 2005 году; юридическое лицо было ликвидировано и исключено из ЕГРЮЛ в 2014 году.